# Beno Udrih
Beno Udrih (Celje, Eslovenia, 5 de julio de 1982) es un exjugador y entrenador de baloncesto esloveno que disputó 20 temporadas como profesional. Desde 2023 entrena a los Wisconsin Herd de la NBA G League. Con 1,91 metros de estatura, jugaba en la posición de base.

## Carrera

### Profesional

#### Europa
Udrih debutó como profesional en 1997 en la segunda división de la liga eslovena. Las tres siguientes temporadas las jugó en la máxima división de la liga de su país. En 2000 fue nombrado Rookie del Año de la liga eslovena, jugando desde ese mismo año en la selección nacional absoluta. Udrih jugó en el Maccabi Tel Aviv en la 2002-2003, y en el Avtodor Saratov de Rusia y en el Breil Milano de Italia en la 2003-04.

#### NBA
Antes de jugar en la NBA, disputó las Southern California Summer Pro League con los Spurs y apareció en 3 partidos con dicho equipo en la Reebok Rocky Mountain Revue de 2004, promediando 10.3 puntos por partido, 5 asistencias y 4.7 rebotes en 24.7 minutos de media.
En el verano de 2004, firmó con los Spurs tras ser elegido en el Draft de 2004 en la 28.ª posición, firmando un contrato de 3 años a razón de 2.4 millones de dólares. En su primera temporada fue nombrado en una ocasión el mejor rookie del mes de la Conferencia Oeste. Además, fue seleccionado para disputar el Rookie Challenge durante el All-Star. 
En la temporada 2004-05, formó parte de los Spurs campeones de la NBA que vencieron a Detroit Pistons en las Finales de la NBA. El 29 de octubre de 2007 fue traspasado a Minnesota Timberwolves a cambio de una segunda ronda de draft de 2008. Inmediatamente, los Wolves cortan al jugador, fichando a los pocos días por Sacramento Kings para cubrir la baja del lesionado Mike Bibby.
El 23 de junio de 2011, fue traspasado a Milwaukee Bucks en un traspaso a tres bandas.
El 21 de febrero de 2013, Udrih fue traspasado a Orlando Magic junto con Tobias Harris y Doron Lamb a cambio de J.J. Redick, Gustavo Ayon y Ish Smith.
El 10 de noviembre de 2015 es traspasado, junto con Jarnell Stokes a los Miami Heat, a cambio de Mario Chalmers y James Ennis.
El 24 de octubre de 2016 es rreclamado entre los descartes de otros equipos por los Detroit Pistons, deshaciéndose de Ray McCallum Jr..

#### Regreso a Europa y retirada
Tras no encontrar equipo en la NBA, en diciembre de 2017 regresó a Europa para fichar por el Žalgiris Kaunas lituano, hasta final de temporada.
El 27 de noviembre de 2021, tras tres años sin jugar, anunció oficialmente su retirada.

### Entrenador
En enero de 2020 se unió al cuerpo técnico de los Westchester Knicks como asistente.
El 16 de noviembre de 2020 firma con New Orleans Pelicans como desarrollador de jugadores.
El 15 de agosto de 2023, se convierte en el técnico principal de los Wisconsin Herd.

## Estadísticas de su carrera en la NBA
|  | Denota temporadas en las que ganó el Campeonato de la NBA |

### Temporada regular
| Año     | Equipo      | PJ  | PT  | MPP  | %TC  | %3P  | %TL   | RPP | APP | ROB | TPP | PPP  |
| ------- | ----------- | --- | --- | ---- | ---- | ---- | ----- | --- | --- | --- | --- | ---- |
| 2004-05 | San Antonio | 80  | 2   | 14.4 | .444 | .408 | .753  | 1.0 | 1.9 | .5  | .1  | 5.9  |
| 2005-06 | San Antonio | 55  | 3   | 10.7 | .455 | .343 | .780  | 1.0 | 1.7 | .3  | .0  | 5.1  |
| 2006-07 | San Antonio | 73  | 1   | 13.0 | .369 | .287 | .883  | 1.1 | 1.7 | .4  | .0  | 4.7  |
| 2007-08 | Sacramento  | 65  | 51  | 32.0 | .463 | .387 | .850  | 3.3 | 4.3 | .9  | .2  | 12.8 |
| 2008-09 | Sacramento  | 73  | 72  | 31.1 | .461 | .310 | .820  | 3.0 | 4.7 | 1.1 | .2  | 11.0 |
| 2009-10 | Sacramento  | 79  | 41  | 31.4 | .493 | .377 | .837  | 2.8 | 4.7 | 1.1 | .1  | 12.9 |
| 2010-11 | Sacramento  | 79  | 64  | 34.6 | .500 | .357 | .864  | 3.4 | 4.9 | 1.2 | .1  | 13.7 |
| 2011-12 | Milwaukee   | 59  | 0   | 18.3 | .440 | .288 | .709  | 1.7 | 3.8 | .6  | .0  | 5.9  |
| 2012-13 | Orlando     | 27  | 9   | 27.3 | .408 | .396 | .857  | 2.3 | 6.1 | .9  | .0  | 10.2 |
| 2013-14 | New York    | 31  | 12  | 19.0 | .425 | .425 | .833  | 1.8 | 3.5 | .7  | .1  | 5.6  |
| 2013-14 | Memphis     | 10  | 0   | 5.5  | .556 | 1.0  | .833  | 0.2 | 0.6 | .1  | .1  | 2.7  |
| 2014-15 | Memphis     | 79  | 12  | 18.9 | .487 | .268 | .853  | 1.8 | 2.6 | .6  | .1  | 7.7  |
| 2015-16 | Memphis     | 8   | 0   | 15.0 | .435 | .364 | 1.000 | 1.1 | 3.3 | .4  | .1  | 5.9  |
| 2015-16 | Miami       | 36  | 5   | 16.3 | .434 | .333 | .882  | 1.8 | 2.5 | .3  | 0   | 4.4  |
| 2016-17 | Detroit     | 39  | 0   | 14.4 | .467 | .344 | .941  | 1.5 | 3.4 | .3  | 0   | 5.8  |
| Total   | Total       | 831 | 272 | 21.9 | .463 | .349 | .833  | 2.1 | 3.4 | .7  | .1  | 8.4  |

### Playoffs
| Año   | Equipo      | PJ | PT | MPP  | %TC  | %3P   | %TL   | RPP | APP | ROB | TPP | PPP |
| ----- | ----------- | -- | -- | ---- | ---- | ----- | ----- | --- | --- | --- | --- | --- |
| 2005  | San Antonio | 21 | 0  | 11.5 | .359 | .270  | .857  | .8  | 1.0 | .4  | .0  | 3.7 |
| 2006  | San Antonio | 7  | 0  | 6.7  | .333 | .167  | .800  | .6  | 1.1 | .0  | .0  | 3.6 |
| 2007  | San Antonio | 8  | 0  | 2.5  | .000 | .000  | 1.000 | .1  | .1  | .0  | .0  | .3  |
| 2014  | Memphis     | 7  | 0  | 16.4 | .467 | .333  | .692  | 1.7 | 1.7 | .4  | .0  | 7.9 |
| 2015  | Memphis     | 10 | 0  | 17.5 | .425 | .250' | .833  | 2.0 | 2.1 | .5  | .0  | 7.6 |
| Total | Total       | 43 | 0  | 11.3 | .388 | .260  | .804  | 1.0 | 1.2 | .3  | .0  | 4.5 |

## Vida personal
En su familia, Beno Udrih no es el único jugador de baloncesto. Su padre Silvo también jugó de manera profesional, al igual que su hermano Samo.